# Nyárádkarácson község
Nyárádkarácson község (románul: Comuna Crăciunești) község Maros megyében, Romániában. Központja Nyárádkarácson, beosztott falvai Csiba, Fintaháza, Folyfalva, Hagymásbodon, Kisteremi, Káposztásszentmiklós, Somosd.

## Népessége
A 2011-es népszámlálás adatai alapján a község népessége 4470 fő volt.